# 盆地模拟
盆地模拟（英語：Basin Modeling）是基于地球科學包括地球物理和地球化学的原理，由计算机模拟盆地的形成和演化，以及模拟烃类在盆地的生成、运移和聚集。並評估油氣儲量。 現今盆地模拟被广泛应用于石油地质领域。其模拟内容既包括盆地演化过程中基础地质研究，如沉积、沉降、热流和古地温，也包括油气生成，如干酪根裂解过程的化学动力学、排烃动力学以及油气资源评价等诸多方面的研究。一般模拟包括盆地埋藏史，盆地的熱歷史，烴源岩成熟歷史，碳氫化合物的排出、及運移和捕集。